# Amiral Charner (aviso colonial)
Pour les autres navires du même nom, voir Amiral Charner.
L’Amiral Charner était un aviso colonial de la marine française de la classe Bougainville, lancé en 1932, et sabordé dans le port de Mytho, le 14 mars 1945.

## Construction

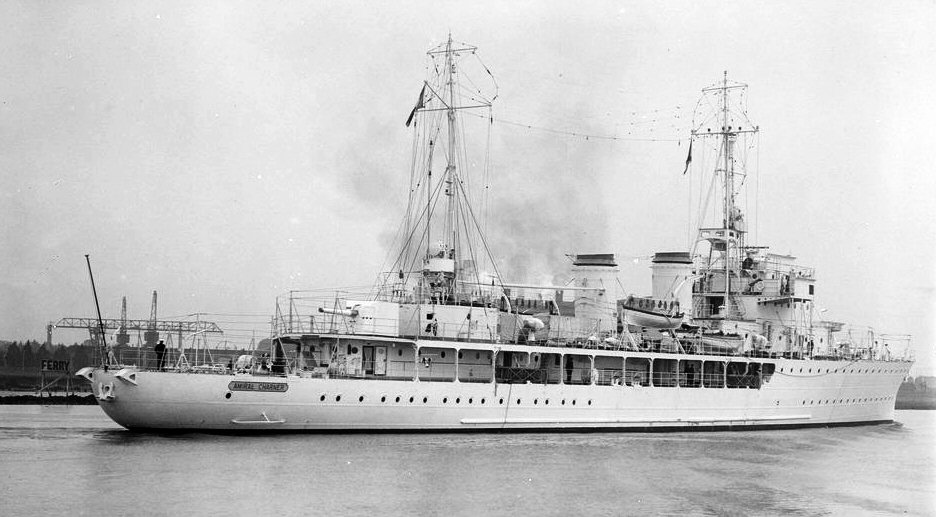
Vue arrière de lAmiral Charner.

Mis sur cale aux Chantiers de la Gironde en 1931 sur les tranches budgétaires de 1930, il est lancé en octobre 1932.

## Carrière
Conçu pour opérer dans les colonies françaises, il est incorporé dans les Forces navales en Extrême-Orient. En janvier 1941, sous les ordres du capitaine de vaisseau Bérenger, il participe à la bataille de Koh Chang. Ce sera son seul fait d'armes important. Il escorte ensuite des convois dans l'océan Indien. Lors du coup de force japonais du 9 mars 1945, il est sabordé par son équipage dans le port de Mytho, où il était à quai.